# Eva Tokariková
Eva Tokariková (14. května 1940, Bratislava – 1. prosince 1995, Ružomberok) byla československá fyzička, matematička a vysokoškolská pedagožka.

## Životopis
Maturitu absolvovala na jedenáctileté střední škole JSŠ v Poprade (dnešní gymnázium). Pokračovala ve studiu na VŠP v Bratislavě v letech 1957–1961, specializace matematika a fyzika. Titul RNDr. získala na Matematicko-fyzikální fakultě Univerzity Komenského v Bratislavě MFF UK 10. dubna v roku 1985, téma: Teorie vyučování fyziky.
V roku 1970 se vdala za Jána Chrapana, se kterým vychovali dva syny Igora a Miroslava.
Po absolvování vysokoškolského vzdělání zahájila svojí profesní činnost jak středoškolská profesorka na Pedagogické škole v Levoči, později jako asistentka a odborní asistentka na Katedře jaderné fyziky PFUK 1962–1965. V letech 1965–1975 mimo jiné vyučovala na Gymnáziu Vazovova v Bratislavě. V roce 1975 patřila mezi zakládající členy pedagogického sboru Gymnázia Bílikova (1975–1985) v Bratislavě, kde působila až do roku 1985.
V roce 1985 se s rodinou přestěhovala do Liptovského Mikuláše, kde v letech 1985 až 1995 působila na Katedře fyziky, která se spojila s Katedrou matematiky a změnila název na Katedru přírodních věd Akademie ozbrojených sil gen. M. R. Štefánika v Liptovském Mikuláši.
Kromě své pedagogické činnosti se věnovala intenzívně vědecké činnosti hlavně problematice týkající se didaktiky fyziky.
Působila v krajském a celostátním vedení fyzikální olympiády. Iniciovala a vedla konzultační středisko fyzikální olympiády u Katedry fyziky VVTŠ-ČSSP pro oblast Liptov a část Oravy. Od studentských dob byla členkou Jednoty slovenských matematiků a fyziků, Slovenské nukleární společnosti a od roku 1989 tajemník a hospodář odborné skupiny dějin a metodologie fyziky JČSMF (Jednota československých matematiků a fyziků).
V roce 1990 založila vydavatelství Janeva OS DMF – Eva Tokariková, které zabezpečovalo vydávání kromě jiného Zborník z dějin fyziky a od roku 1994 členský časopis JSMF SFS SSDVT Myšlienky, později sborník Slovenských matematiků a fyziků a technických pracovníků Myšlienky a fakty, kterého byla i členkou redakční rady.
Zemřela na nevyléčitelnou nemoc 1. prosince 1995 v Ružomberku.

## Dílo
Seznam její publikací obsahuje víc než 50 titulů.
Mezi nimi byly kromě jiného publikace, články a správy z vědecko-výzkumných úkolů z didaktiky a dějin fyziky, jako například Kvantitativní komparace vzdělávací úrovně učebnic fyziky.
Byla řešitelkou kolektivních vědeckých prací z problematiky radioekologie, jako aj didaktiky fyziky: Rozvoj tvořivosti mládeže v interakcí s adaptačním procesem v speciálních podmínkách Mš SSR Rš V-02/4, autorka vícero vysokoškolských učebních textů jako například: Praktikum z atomové fyziky (1963) a Mechanika (1993). Publikovala v různých odborných časopisech například: Rozhledy matematicko-fyzikální, Matematika a fyzika ve škole i v denících a týdenících Liptov, Učitelské noviny a pod. Působila jako editor sborníků z dějin fyziky, redigovala sborníky z vědeckých konferencí, jako i tituly z poezie, prózy a dva tituly literatury s křesťanskou tematikou. Byla překladatelka odborné literatury Landau -Rumer Čo je teória relativity SVTL, Bratislava 1986, Grigorjev - Mjakišev Sily v prírode ALFA, Bratislava 1980, Landau - Kitajgorodskij Fyzika pre všetkých I.- fyzikálne telesá ALFA Bratislava , MIR Moskva 1982, Landau - Kitajgorodskij Fyzika pre všetkých II. - molekuly ALFA Bratislava, MIR Moskva 1983, Landau - Kitajgorodskij Fyzika pre všetkých III. - elektóny ALFA Bratislava, MIR Moskva 1984, Fyzika pre všetkých IV. - fotony a jadrá, 1984, Alfa Bratislava.
Aktivně pracovala na organizaci vědeckých seminářů v rámci JSMF (Jednota československých matematiků a fyziků),Radiační chronologie (1965–1990), Aplikovaná fyzika (1984–1997), Mezinárodní seminář dějin a metodologie fyziky (od roku 1984), Mikulášske rozhovory (problematika radiochronologie a interakce ionizujícího záření s látkou) (1988 – 1997), ze kterých se vyvinuli vědecké konference s mezinárodní účastí, jako například Banskoštiavnické dny (problematika nízkých aktivit, jaderné energetiky, odpadového hospodářství a radioenvironmentalistiky) a na organizovaní celoslovenského semináře pro učitele fyziky základních a středních škol Vanovičové dny.
Za překlad díla Landau – Kitajgorodskij: Fyzika pro všechny; Landaua a Alexandra Isaakoviče Kitajgorodského (ALFA Bratislava 1984), skládajícího se ze 4 dílů dostala ocenění Literárního fondu.